# 盖默里希
盖默里希是德国莱茵兰-普法尔茨州的一个市镇。总面积6.79平方公里，总人口557人，其中男性276人，女性281人（2011年12月31日），人口密度82人/平方公里。